# L'Âtre périlleux
L'Âtre périlleux est un roman anonyme en vers, écrit sans doute vers le milieu du XIIIe siècle,, qui est lié à la légende arthurienne. Il fait partie d'un groupe de livres (avec Sire Gauvain et le chevalier vert, La Demoiselle à la mule, Le Chevalier à l'épée, et en partie Les Merveilles de Rigomer) dont le héros est Gauvain, le neveu du roi Arthur, devenu le type du "bon chevalier", doté de toutes les vertus et modèle insurpassable.
Le roman joue sur le thème de l'anonymat qui revient souvent dans les romans arthuriens. Deux chevaliers tuent « Gauvain ». En fait, ils ont tué un chevalier qui porte presque le même écu que lui. Pendant que les gens autour de lui se lamentent de sa mort, il doit partir, inconnu pour tous, en quête de lui-même et de ces deux chevaliers qu'il doit vaincre en duel pour reconquérir son nom. 
Ce texte aurait été rédigé dans l'actuel département de l'Eure, peut-être dans la région de Bernay,.

## Manuscrits

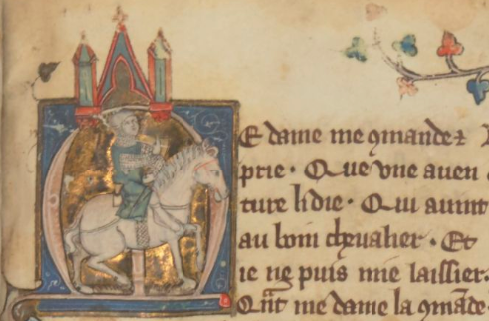
Début du manuscrit 1433 français de la BnF.

- Chantilly, Bibliothèque et Archives du Château, 472 , f. 57r-77v.
  - Le titre dans ce manuscrit est Li atres perilleus (cas sujet singulier).
- Paris, Bibliothèque nationale de France, français, 1433, f. 1r-60r.
  - Ce manuscrit est le seul à contenir l'épisode la Rouge Chité (la Cité rouge), édité et décrit par Maulu dans sa rédaction « La Rouge chité ».
- Paris, Bibliothèque nationale de France, français, 2168, f. 1r-45r.
  - Le titre dans ce manuscrit est L'atre perillous.

### Éditions modernes
- (de) Der gefahrvolle Kirchhof, publié dans Archiv für das Studium der neueren Sprachen und Literaturen. 1868. Édition anonyme du manuscrit 2168 français de la BnF dans une revue linguistique en allemand.
  - Incomplète, parce que le manuscrit est illisible dans plusieurs places. Disponible en ligne. Disponible en ligne sur Internet Archive.
- L'Âtre périlleux, roman de la Table Ronde édité par Brian Woledge, Paris, Champion (Les classiques français du Moyen Âge, 76), 1936.
- (it) Maulu, Marco, « La Rouge chité, l’episodio ritrovato dell’Âtre périlleux. Con edizione critica ». 2003.
  - Transcription de la partie du manuscrit 1433 français de la BnF qui concerne la Cité rouge, épisode absent des deux autres manuscrits. Elle est disponible sur le site de L’Université de Sassari.
- (en) Charue, Marie-Lise G, The Perilous Cemetery (L'Atre Perilleux): A text edition (1998). Édition du manuscrit de Chantilly. Thèse doctorale.
  - Une description est disponible sur le site de l'Université de Connecticut, en anglais, mais le texte n'est pas disponible gratuitement en ligne.

### Traductions
- (fr) Danielle Régnier-Bohler, La Légende arthurienne - le Graal et la Table Ronde, Paris, 1989, Robert Laffont, « coll. Bouquins »,  (ISBN 2-221-05259-5).
- (en) The Perilous Cemetery (L'âtre périlleux), trad. ang. Nancy B. Black, New York et London, Garland (Garland Library of Medieval Literature, 104), 1994.
- (en) Three Arthurian Romances: Poems from Medieval France, translated with an introduction and notes by Ross G. Arthur, London, Dent, 1996.

### Articles et comptes rendus
- Gaston Paris, « Le cimetière périlleux », Revue d'histoire littéraire de la France, vol. 30,‎ 1888, p. 78-82 (lire en ligne)
- Lise Morin, « Le soi et le double dans L’Âtre périlleux », Études françaises, vol. 32, no 1,‎ printemps 1996, p. 117-128 (lire en ligne)